# Pożary lasów w Kanadzie (2023)
Pożary lasu w Kanadzie – trwające wiosną 2023 roku rekordowe pożary lasów na terenie Kanady. Największe pożary wystąpiły w prowincjach: Alberta, Nowa Szkocja, Ontario i Quebec. Na dzień 5 lipca miało miejsce 3 412 pożarów, które objęły obszar 8 782 952 hektarów (21 703 147 akrów). Dym emitowany z pożarów spowodował ostrzeżenia dotyczące jakości powietrza i ewakuacje w Kanadzie, Stanach Zjednoczonych. W czerwcu dym przemieścił się nad Atlantykiem i został zaobserwowany w Norwegii.

## Przyczyny
W Kanadzie sezon pożarowy zazwyczaj rozpoczyna się we wczesnym maju. W 2023 roku pożary rozpoczęły się jednak znacznie wcześniej, przybrały znacznie większą skalę niż zwykle i dotknęły obszary, które na ogół nie płonęły w przeszłości. Na początku maja spłonęło już ponad 400 tys. hektarów a 29 tysięcy osób zostało ewakuowanych. 
Ze względu na zmiany klimatyczne pogoda była cieplejsza i bardziej sucha, co zwiększyło ryzyko pożarów, ponieważ roślinność jest bardziej łatwopalna. Na terenie prowincji Alberta temperatura była wyższa o 3-6 stopnie Celsjusza niż wynosi wieloletnia średnia dla tego okresu. Spadło o połowę mniej opadów niż typowo w tym okresie, na niektórych obszarach o 75% mniej.  
Około połowy wszystkich pożarów w Kanadzie jest spowodowana uderzeniami piorunów; ze względu na zmiany klimatyczne uderzenia piorunów i pożary wywołane przez pioruny występują coraz częściej. Pożary wywołane przez pioruny stanowią około 85 procent spalonej powierzchni i są trudne do opanowania, ponieważ powstają w odległych miejscach i rozszerzają się na obszary bliższe siedlisk ludzkich. Część pożarów w Kanadzie jest spowodowana przez człowieka, często nieumyślnie, np. przez porzucone niedopałki papierosów. Jeden z pożarów w Albercie w tym roku rozpoczął się od pożaru samochodu terenowego w lesie. 